# Zé Carlos (football, 1962)
Pour les articles homonymes, voir Zé Carlos.
José Carlos da Costa Araújo, plus connu sous le nom de Zé Carlos, était un footballeur brésilien né le 7 février 1962 à Rio de Janeiro et mort le 24 juillet 2009 d'un cancer à Rio de Janeiro, évoluant au poste de gardien de but.

## Biographie
Zé Carlos fut avec l'équipe du Brésil vainqueur de la Copa América 1989.

## Carrière de joueur

### En équipe du Brésil
- 3 sélections en équipe nationale du Brésil entre 1984 et 1990.

## Palmarès

### En club
- Champion du Brésil en 1987 avec le CR Flamengo
- Vainqueur de la Coupe du Brésil en 1990 avec le CR Flamengo
- Champion de l'État de Rio de Janeiro en 1986, 1991 et 1996 avec le CR Flamengo
- Vainqueur de la Taça Guanabara en 1985, 1986, 1991 et 1996 avec le CR Flamengo
- Vainqueur de la Taça Rio en 1988, 1989 et 1996 avec le CR Flamengo

### En équipe nationale
- Vainqueur de la Copa América en 1989 avec l'équipe du Brésil